# CH星
CH星（しーえいちせい、CH star、CH型星）は、スペクトルに強いCHの吸収帯がある炭素星である。種族IIに属する恒星であり、金属量が少なく、中程度の年齢であり、古典的なC-N炭素星と比べると光度は小さい。多くのCH星は、連星であることが知られており、全てのCH星が連星だと考えるのが合理的である。バリウム星のように、現在は白色矮星になっている、以前の炭素星から質量転移が行われた結果が現在のCH星であると考えられている。